# Vladimír Mečiar
Vladimír Mečiar (ur. 26 lipca 1942 w Zwoleniu) – słowacki polityk i prawnik, założyciel i lider Ruchu na rzecz Demokratycznej Słowacji, premier Słowacji w ramach Czeskiej i Słowackiej Republiki Federacyjnej (1990–1991, 1992–1993) i następnie premier niepodległej Słowacji (1993–1994, 1994–1998), w 1993 i 1998 pełniący obowiązki prezydenta.

## Życiorys
Od 1959 pracował w administracji lokalnej w Żarze nad Hronem, od 1962 był członkiem Komunistycznej Partii Czechosłowacji. Odbył szkolenie w moskiewskim Komsomole, obejmował w połowie lat 60. różne funkcje w komunistycznej młodzieżówce. W 1968 wspierał Praską Wiosnę i Alexandra Dubčeka. W konsekwencji w 1969 został pozbawiony funkcji przewodniczącego jej miejskich struktur, a w 1970 wykluczony z partii komunistycznej. Pracował następnie na stanowiskach robotniczych, jednocześnie studiował prawo na Uniwersytecie Komeńskiego w Bratysławie. Ukończył studia w 1974, po czym przez kilkanaście lat praktykował jako prawnik w miejscowości Nemšová.
W 1989 w okresie przemian politycznych został jednym z liderów nowo powołanej partii Społeczeństwo przeciw Przemocy (VPN). W styczniu 1990 z rekomendacji Alexandra Dubčeka objął stanowisko ministra spraw wewnętrznych i środowiska w słowackim rządzie. W wyborach w tym samym roku uzyskał mandat deputowanego do jednej z izb Zgromadzenia Federalnego Czeskiej i Słowackiej Republiki Federacyjnej. 27 czerwca 1990 objął urząd premiera Słowacji, który sprawował do 23 kwietnia 1991. W międzyczasie, w marcu 1991, wraz z grupą swoich zwolenników opuścił VPN. Z urzędu premiera został odwołany przez słowacki parlament, w którym opozycja zarzucała mu rzekomą tajną współpracę z komunistycznymi służbami w okresie reżimu Gustáva Husáka. W czerwcu 1991 założył Ruch na rzecz Demokratycznej Słowacji (HZDS), od czerwca 2003 działający jako Partia Ludowa – Ruch na rzecz Demokratycznej Słowacji. W 1992 wybrany na posła, mandat deputowanego do Rady Narodowej uzyskiwał następnie w wyborach w 1994, 1998, 2002 i 2006.
W wyborach w 1992 HZDS uzyskał 74 miejsca w 150-osobowym parlamencie. 24 czerwca 1992 Vladimír Mečiar po raz drugi został premierem. Prowadził negocjacje z czeskim premierem Václavem Klausem dotyczące przyszłości Czeskiej i Słowackiej Republiki Federalnej. Ostatecznie wobec różnicy poglądów zdecydowano o podziale państwa, do czego doszło z końcem roku. Od 1 stycznia 1993 kontynuował pracę na stanowisku premiera, kierując pierwszym rządem niepodległej Słowacji. Wykonywał jednocześnie obowiązki prezydenta do 2 marca 1993, kiedy urząd ten objął wybrany przez Radę Narodową Michal Kováč. Wkrótce utracił większość w parlamencie, po czym włączył w skład rządu przedstawicieli Słowackiej Partii Narodowej. Ostatecznie po rozłamach w HZDS 16 marca 1994 został zastąpiony przez Jozefa Moravčíka. Ruch na rzecz Demokratycznej Słowacji zwyciężył w wyborach parlamentarnych w tym samym roku. 13 grudnia 1994 Vladimír Mečiar powrócił na stanowisko premiera, tworząc swój kolejny gabinet. W jego skład weszli również przedstawiciele narodowców i postkomunistycznego Zrzeszenia Robotników Słowacji.
Jako premier przez opozycję i przedstawicieli Europy Zachodniej był oskarżany o autokratyczny styl rządów, nieszanowanie reguł demokracji i korupcję. Zarzucano mu wykorzystywanie służb specjalnych do zwalczania opozycji politycznej i naruszanie wolności prasy. Nastąpiło zahamowanie negocjacji akcesyjnych dotyczących członkostwa Słowacji w NATO i Unii Europejskiej. Za jego rządów doszło też do napięć w stosunkach z Węgrami. W marcu 1995 doszło do podpisania traktatu o stosunkach dobrosąsiedzkich i przyjaznej współpracy, w którym Węgry uznały nienaruszalność granicy ze Słowacją, jednak w listopadzie tego samego roku Rada Narodowa przyjęła ustawę językową nadającą językowi słowackiemu status jedynego języka urzędowego. Protesty węgierskiego rządu wzbudziła również publicznie zaprezentowana przez gabinet Vladimíra Mečiara koncepcja przesiedleń mieszkającej w południowej części Słowacji mniejszości węgierskiej. Lider HZDS popadł także w długotrwały konflikt polityczny z prezydentem. Przybrał on na sile w szczególności w 1995, gdy syn Michala Kováča, podejrzewany w Niemczech o przestępstwa finansowe, został porwany i wywieziony do Austrii. Według prezydenta mieli tego dokonać agenci służby wywiadowczej SIS z inspiracji Vladimíra Mečiara. Od 2 marca 1998 do 30 października 1998 ponownie wykonywał obowiązki prezydenta, gdyż Rada Narodowa nie była w stanie dokonać wyboru na to stanowisko. W tym czasie ogłosił amnestię dla osób podejrzewanych w sprawie porwania syna Michala Kováča. W 1998 HZDS wygrało wybory parlamentarne, ale nie zdołało utworzyć koalicji. 30 października tegoż roku nowym premierem został Mikuláš Dzurinda.
W 1999 Vladimír Mečiar kandydował po raz pierwszy w wyborach prezydenckich. W pierwszej turze głosowania otrzymał 37,2% głosów, w drugiej z wynikiem 42,8% głosów przegrał z Rudolfem Schusterem. W jego partii zaczęło dochodzić do rozłamów, w 2002 Ivan Gašparovič założył Ruch dla Demokracji. W tym samym roku HZDS również uzyskał najwięcej mandatów w Radzie Narodowej, ponownie nie był w stanie utworzyć większościowej koalicji. W 2004 Vladimír Mečiar ponownie kandydował w wyborach prezydenckich. Wygrał pierwszą turę głosowania z wynikiem 32,7% głosów. W drugiej pokonał go jednak Ivan Gašparovič, którego poparło wówczas 59,9% głosujących. W 2010 jego partia po raz pierwszy w historii nie przekroczyła wyborczego progu, w konsekwencji Vladimír Mečiar znalazł się poza parlamentem. W styczniu 2014 Partia Ludowa – Ruch na rzecz Demokratycznej Słowacji, którą kierował nieprzerwanie do tego czasu, została rozwiązana.